# Toxares macrosiphophagum
Toxares macrosiphophagum är en stekelart som beskrevs av Shuja-uddin 1974. Toxares macrosiphophagum ingår i släktet Toxares och familjen bracksteklar. Inga underarter finns listade i Catalogue of Life.